# Fultonham
Fultonham és una població dels Estats Units a l'estat d'Ohio. Segons el cens del 2000 tenia 151 habitants.

## Demografia
Segons el cens del 2000, Fultonham tenia 151 habitants, 57 habitatges, i 36 famílies. La densitat de població era de 364,4 habitants per km².
Dels 57 habitatges en un 33,3% hi vivien nens de menys de 18 anys, en un 45,6% hi vivien parelles casades, en un 17,5% dones solteres, i en un 35,1% no eren unitats familiars. En el 24,6% dels habitatges hi vivien persones soles el 8,8% de les quals corresponia a persones de 65 anys o més que vivien soles. El nombre mitjà de persones vivint en cada habitatge era de 2,65 i el nombre mitjà de persones que vivien en cada família era de 3,32.
Per edats la població es repartia de la següent manera: un 25,2% tenia menys de 18 anys, un 11,9% entre 18 i 24, un 23,8% entre 25 i 44, un 29,8% de 45 a 60 i un 9,3% 65 anys o més.
L'edat mediana era de 39 anys. Per cada 100 dones de 18 o més anys hi havia 91,5 homes.
La renda mediana per habitatge era de 28.194 $ i la renda mediana per família de 32.083 $. Els homes tenien una renda mediana de 26.563 $ mentre que les dones 24.583 $. La renda per capita de la població era de 13.265 $. Aproximadament el 7,5% de les famílies i el 13,3% de la població estaven per davall del llindar de pobresa.

## Poblacions més properes
El següent diagrama mostra les poblacions més properes.